# Луцій Аврелій Орест (консул 126 року до н. е.)
Лу́цій Авре́лій О́рест (лат. Lucius Aurelius Orestes, ? — після 122 до н. е.) — політичний та військовий діяч часів Римської республіки, консул 126 року до н. е.

## Життєпис
Походив з роду нобілів Авреліїв. Син Луцій Аврелій Орест, консула 157 року до н. е. Про молоді роки немає відомостей. У 129 році до н. е. став претором. У 126 році до н. е. його обрали консулом разом з Марком Емілієм Лепідом. За рішенням сенату спрямований до Сардинії для придушення повстання місцевого населення. У цей час квестором Ореста був Гай Семпроній Гракх. У 125 році до н. е. як проконсул Аврелій керував Сардинією та Корсикою. Він перебував тут до 122 року до н. е., коли повернувся та відсвяткував тріумф у Римі. Про подальшу долю Луція Аврелія нічого невідомо.

## Родина
- Син — Луцій Аврелій Орест, консул 103 року до н. е.